# Interleukin 15
Interleukin 15 (IL-15) byl v roce 1994 objeven a charakterizován jako růstový faktor buněk. IL-15 je 14 - 15 kDa velký glykoprotein, který svoji terciární strukturou patří do rodiny cytokinů obsahujících čtyři alfa-helixové domény. Kromě IL-15 se do této rodiny cytokinů řadí také interleukin-2 (IL-2), interleukin-4 (IL-4), interleukin-7 (IL-7), interleukin-9 (IL-9), granulocyte colony-stimulating factor (G-CSF) a granulocyte-macrophage colony-stimulating factor (GM-CSF).
Interleukin 15 je konstitutivně produkován velkým množstvím buněčných typů, jako jsou monocyty, makrofágy, dendritické buňky (DC), keratinocyty, fibroblasty a nervové buňky. Navíc byla jeho produkce pozorována v mnoha tkáních, jako jsou ledvina, placenta, plíce, srdce nebo kosterní sval. Díky svým pleiotropním působením hraje IL-15 významnou roli jak ve vrozené tak v adaptivní imunitní odpovědi. Navíc se podílí na regulaci imunitního systému v odpovědi na infekci bakteriálního či virového původu. Důležitou roli hraje IL-15 také v protinádorové odpovědi, alergiích a v autoimunitních chorobách.

## Exprese IL-15
Interleukin 15 je kódován genem velkým 34 kb, nacházející se u člověka na chromozomu 4q31 a u myší v centrálním regionu chromozomu 8. Gen IL-15 tvoří 9 exonů (1 - 8 a 4A) a 8 intronů. Pouze 4 exony (5 - 8) kódují maturovaný protein (Obr. 2).

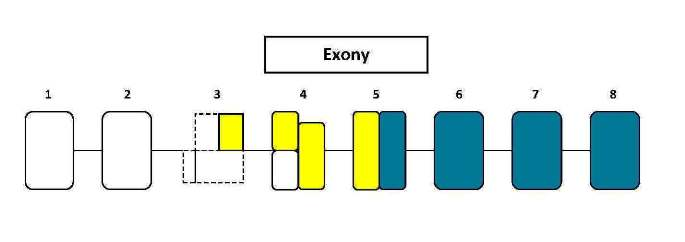
Obr. 2 Interleukin 15 je kódován 34 kb velkým genem, nacházejícím se u člověka na chromozomu 4q31 a u myší v centrálním regionu chromozomu 8. Gen je složen z 9 exonů (1 - 8 a 4A) a 8 intronů. Pouze 4 exony (5 až 8) kódují maturovaný protein.

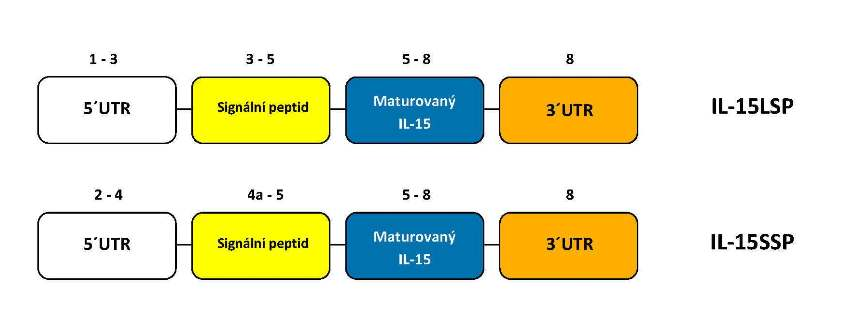
Obr.3 Rozlišujeme dvě izoformy mRNA interleukinu 15, které se odlišují délkou signálního peptidu. Izoforma s delším signálním peptidem (IL-15LSP) sestává z 316 bp velkého 5´-netranslatovaného regionu (UTR), 486 bp kódující sekvence, 400 bp dlouhého úseku 3´-UTR, který je translatován do prekurzorového proteinu. Navíc delší izoforma obsahuje 48 aminokyselin (aa) dlouhý signální peptid. Kratší izoformy (IL-15 SSP) obsahuje 21 aminokyselin dlouhý signální peptid, který je kódován exony 4A a 5.

Alternativním sestřihem jsou u člověka a také u myší vytvářeny dvě izoformy IL-15, které se odlišují délkou svého signálního peptidu. Delší izoforma (IL-15 LSP) obsahuje 48 aminokyselin dlouhý leader peptid, na 5´-konci netranslatovaný region (5'UTR) o velikosti 316 bp, 486 bp dlouhou kódující sekvenci a na 3´-konci 400 bp dlouhý UTR region. IL-15 LSP izoforma byla identifikována v Golgiho aparátu, časných endozomech a v endoplasmatickém retikulu. Proto se může vyskytovat jako sekretovaná forma a/nebo vázaná na membránu nejčastěji dendritických buněk. Navíc je IL-15 LSP izoforma exprimována tkáněmi kosterního svalstva, placentou, srdcem, plícemi, játry a ledvinami. Izoforma s krátkým signálním peptidem (IL-15 SSP) o velikosti 21 aminokyselin je kódována exony 4A a 5. Tato krátká izoforma byla identifikována zejména ve tkání testes a thymu. IL-15 SSP je lokalizován v cytoplazmě, nebo je translokována do jádra. IL-15 SSP nevytváří sekreční formu proteinu. Signální peptidy obou izoforem sdílejí sekvenci 11 identických aminokyselin, které jsou kódovány exonem 5. IL-15 LSP a IL-15 SSP kódují stejný maturovaný protein.
U myší, jsou alternativním sestřihem variabilního exonu 5, vytvářeny dvě izoformy interleukinu 15. Izoforma kódována IL-15 mRNA s normálním exonem 5 vytváří sekretovanou formu. Na druhou stranu, izoforma obsahující alternativní exon 5 s jiným 3´-sestřihovým místem, má vyšší translační účinnost a postrádá hydrofobní doménu signální sekvence, a proto je lokalizována intracelulárně.
Produkce IL-15 je kontrolována mnoha faktory na úrovni transkripce, translace a vnitrobuněčného pohybu. Nejdůležitější regulace syntézy IL-15 probíhá na posttranskripční úrovni. Ačkoliv je mRNA interleukinu 15 konstitutivně exprimována v mnoha tkáních a buněčných typech, jako jsou fibroblasty, svalové buňky, keratinocyty, adipocyty či nádorové buňky, představuje IL-15 cytokin, který je produkován zejména dendritickými buňkami, monocyty, makrofágy a stromálními buňkami. Na rozdíl od interleukinu 2, není produkován T buňkami. Rozdíl mezi expresi IL-15 mRNA a produkci proteinu je způsoben posttranskripční regulací, která vede k odpojení translace a udržování netranslatovaného mRNA IL-15 v buňce. Translace mRNA uložené v buňce může být indukována specifickými signály. Základním regulačním mechanismem tohoto procesu představuje 5´-netranslatovaný region IL-15 mRNA, obsahující 12 upstream iniciačních translačních AUG kodonů u člověka a 5 u myší. Navíc důležitou roli v regulaci, hrají také proteinové sekvence signálního peptidu a C-konce maturovaného proteinu. Produkce interleukinu 15 může být stimulovaná pomocí GM-CSF, dvouvláknové mRNA, oligonukleotidy s metylovanými CpG, lipopolysacharidem (LPS), interferonem gama (IFN-γ), nebo také po infekci monocytů herpes virem, Mycobacterium tuberculosis či Candida Albicans. V indukci produkce IL-15 se uplatňují zejména 5´konzervované regulační motivy nuclear factor kappa-light-chain-enhancer of activated B cells (NF-κB) a IRF response element (IRF-E) (Obr. 3).

## Signalizace IL-15
Působení interleukinu 15 zahrnuje juxtakrinní (cell-to-cell contact), intrakrinní (přímo v buňce) a reverzní signalizaci. Zpočátku byl interleukin 15 charakterizován jako solubilní molekula. Později bylo prokázáno, že IL-15 existuje také v membránově vázané formě, která představuje majoritní formu. Na membránu může být vázán přímo nebo v komplexu s IL-15Rα. V obou případech je součástí imunologický synapse.

Hlavním způsobem signalizace interleukinu 15 představuje trans-prezentace, která je zprostředkována receptorem IL-15Rα, vytvářejícím s IL-15 stabilní, na membránu vázaný komplex IL-15Rα/IL-15 (Obr. 6). 

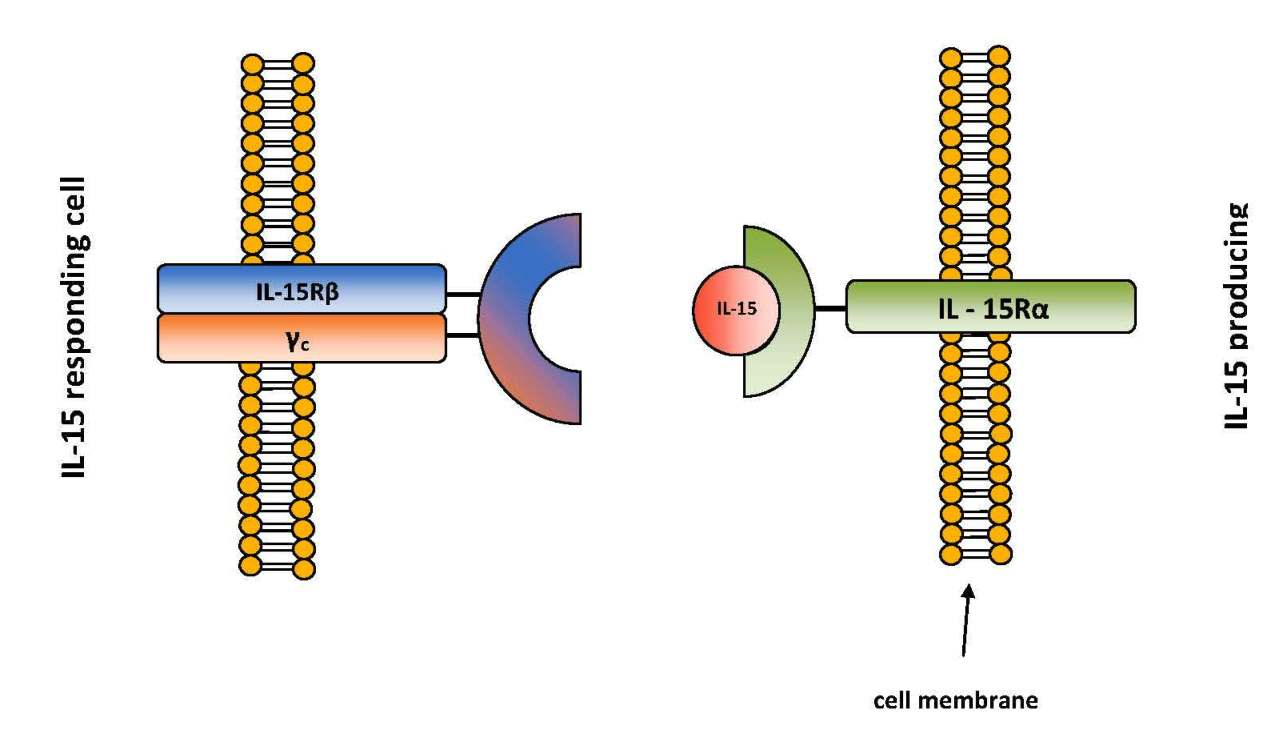
Obr. 6 Hlavním způsobem signalizace interleukinu 15 představuje trans-prezentace, která je zprostředkována receptorem IL-15Rα, který vytváří s IL-15 stabilní na membránu vázaný komplex IL-15Rα/IL-15. Juxtakrinní signalizační dráha začíná vazbou IL-15 na IL-15Rα s následnou prezentací IL-15 v komplexu okolním buňkám nesoucím na svém povrchu IL-15Rβγc receptor.

Receptor IL-15Rα váže IL-15 s vysokou afinitou (Ka = 1×1011/M), na rozdíl od receptoru IL-15Rβγc, který váže IL-15 s afinou o něco nižší (Ka = 1×109/M)(Obr. 7). 

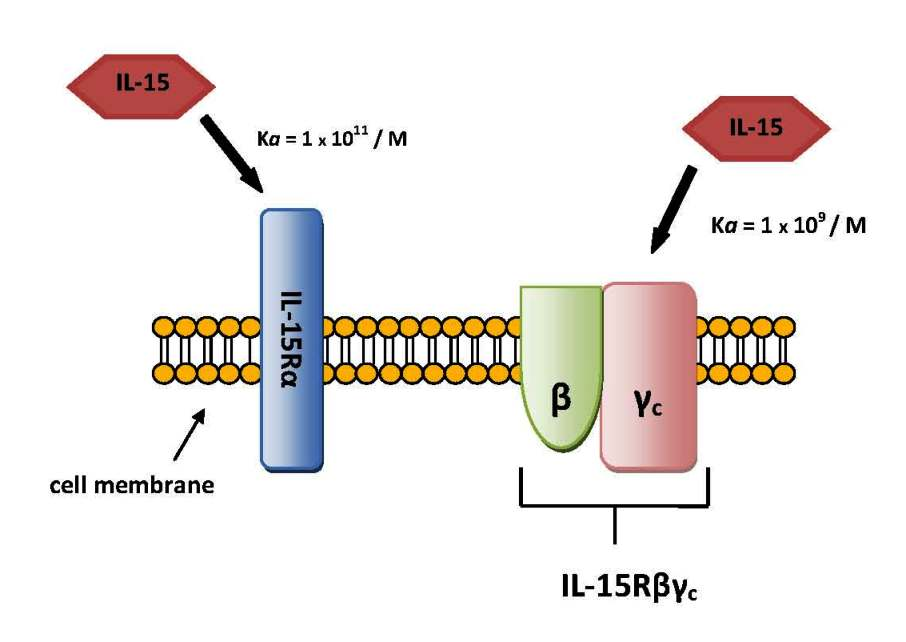
Obr. 7 Receptor IL-15Rα váže IL-15 s vysokou afinitou Ka = 1×10^{11}/M), na rozdíl od receptoru IL-15Rβγc, který váže IL-15 s afinitou o něco nižší (Ka = 1×10^{9}/M).

Juxtakrinní signalizační dráha začíná vazbou IL-15 na IL-15Rα receptor, s následnou prezentací IL-15 v komplexu okolním buňkám nesoucím na svém povrchu IL-15βγc receptor. Následně prostřednictvím β a γc řetězce receptorového komplexu, dochází k aktivaci Janus kinase 1 (JAK1) β řetězcem a Janus kinase 2 (JAK2) γc řetězcem komplexu. Jejich aktivace vede k fosforylaci a aktivaci signal transducer and activator of transcription 3 (STAT3) a STAT5, které podobně jako v případě IL-2 indukují změnu v B-cell lymphoma 2 (Bcl-2), MAP (mitogen-activated protein kinase) kinázové dráhy a fosforylaci Lck (Lymphocyte-specific protein tyrosine kinase) a Syk (spleen tyrosine kinase) kinázy. Výsledkem signální kaskády je proliferace a maturace buněk (Obr. 8). 

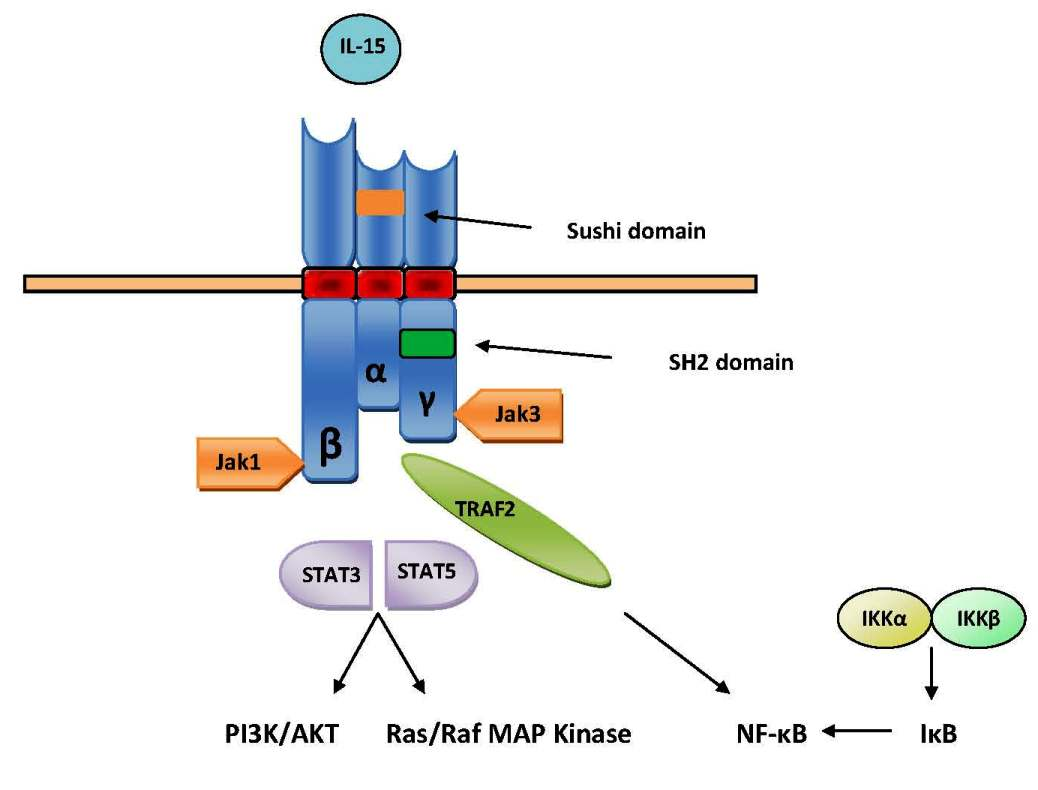
Obr. 8 Prostřednictvím β a γc řetězce receptorového komplexu, dochází k aktivaci Janus kinase 1 (JAK1) β řetězcem a Janus kinase 2 (JAK2) γc řetězcem komplexu. Jejich aktivace vede k fosforylaci a aktivaci signal transducer and activator of transcription 3 (STAT3) a STAT5, které podobně jako v případě IL-2 indukují změnu v B-cell lymphoma 2 (Bcl-2), MAP (mitogen-activated protein kinase) kinázové dráhy a fosforylaci Lck (Lymphocyte-specific protein tyrosine kinase) a Syk (spleen tyrosine kinase) kinázy. Výsledkem signální kaskády je proliferace a maturace buněk.

U adipocytů dochází k aktivaci JAK2 a STAT5 místo původní aktivace JAK1/3 a STAT3/5. Fosforylací STAT se formují transkripční faktory, které následně regulují transkripci příslušným genů. β řetězec aktivuje tyrozin kinázy rodiny Src, (Lck, Fyn a Lyn). Navíc může aktivovat také fosfatidylinositol 3 kinázu (PI3K) AKT signální dráhy, čímž reguluje expresi transkripčních faktorů c-Fos, c-Jun, c-Myc a NF-κB. Na druhou stranu, receptor IL-15Rα může přenášet signál prostřednictvím Syk protein kinázy rodiny Syk/ZAP70 a následně aktivuje protein tyrosin kinázu AXL. Interleukin 15 se může vázat na IL-15βγc signální komplex bez přítomnosti IL-15Rα receptoru. Po vazbě, aktivuje IL-15 kinázy z rodiny Src, Lck a Fyn, které následně aktivují PI3K a MAPK signální dráhy.
Signalizace interleukinem 15 může pobíhat kromě trans-prezentace také cis-prezentací, kdy dochází k interakci IL-15 se signálním komplexem IL-15Rβγc na povrchu téže buňky, prostřednictvím vysokoafinitního receptoru IL-15Rα. Tento způsob signalizace umožňuje flexibilita C-konce ektodomény IL-15Rα, prostřednictvím linkeru o velikosti 32 aminokyselin, a/nebo 74 aminokyselin dlouhým PT regionem (Obr. 4). Díky tomu leží C-konec IL-15Rα v rovině téměř rovnoběžné s plazmatickou membránou.

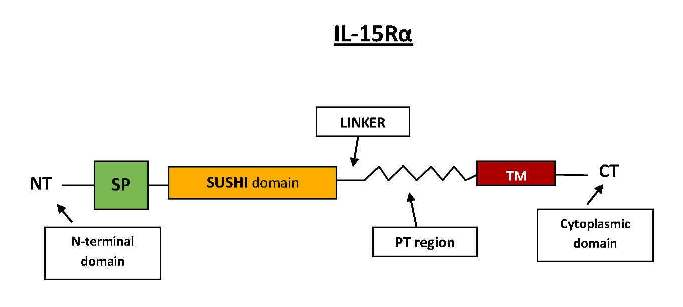
Obr. 4 Signalizace IL-15 může díky uspořádání IL-15Rα probíhat také prostřednictvím cis-prezentace, na které se podílí zejména 32 aminokyselin velký linker a také PT region o velikosti 74 aminokyselin nacházející se na C-konci IL-15Rα. Pomocí těchto oblastí se může IL-15Rα receptor nacházet téměř v rovnoběžně s plazmatickou membránou.

## Biologická aktivita IL-15
Role interleukinu 15 ve vrozeném a adaptivním imunitním systému byla poprvé prokázána na IL-15Rα-/- a IL-15-/- myších. U těchto myší bylo pozorováno snížení celkového množství CD8+ T lymfocytů. Navíc bylo pozorováno, že myši byly deficientní v populaci paměťových CD8+ T lymfocytů (CD8+CD44hiCD122hi), NK buněk, NK-T buněk a v populaci intraepiteliálních lymfocytů (EIL). Na druhou stranu, u IL-15 transgenních myší, byla pozorována vysoká hladina IL-15 a také zvýšené množství periferních NK buněk, NK-T buněk, CD44hiCD8+ T lymfocytů a fyziologická hladina CD4+ lymfocytů.

### Vliv IL-15 na buňky vrozené imunity
NK buňky (natural killers) představují efektorové buňky vrozené imunity, které hrají klíčovou roli v imunitní odpovědi proti virové nebo bakteriální infekci a v protinádorové imunitě. Neaktivované NK buňky konstitutivně exprimují IL-15Rα receptor a IL-15Rβγc signální komplex, které jsou nezbytné pro rozpoznání, vazbu a působení membránově vázaného IL-15, trans-prezentovaného zejména na dendritických buňkách. Interleukin 15 hraje klíčovou roli ve vývoji, diferenciaci a přežívání NK buněk (Obr. 5). Hlavním zdrojem IL-15 pro NK buňky, představuje trans-prezentace CD11+ dendritickými buňkami, které indukují diferenciaci NK buněk, up-regulaci aktivačních a inhibičních receptorů LY-49. Navíc IL-15 ve spolupráci s IL-2 indukuje vývoj CD56+ NK buněk z CD34+ hematopoetických progenitorových buněk, které jsou významnými producenty interferonu γ (IFN-γ), tumor necrosis factor α (TNF-α) a GM-CSF. Kromě toho, IL-15 s IL-2 a IL-12 ovlivňují cytotoxickou aktivitu NK buněk, a to zejména stimulací CD56dimCD16+ k produkci IIFN-γ, ale také prostřednictvím up-regulace receptorů NKG2D a MICA, expresí efektorových molekul TRAIL.

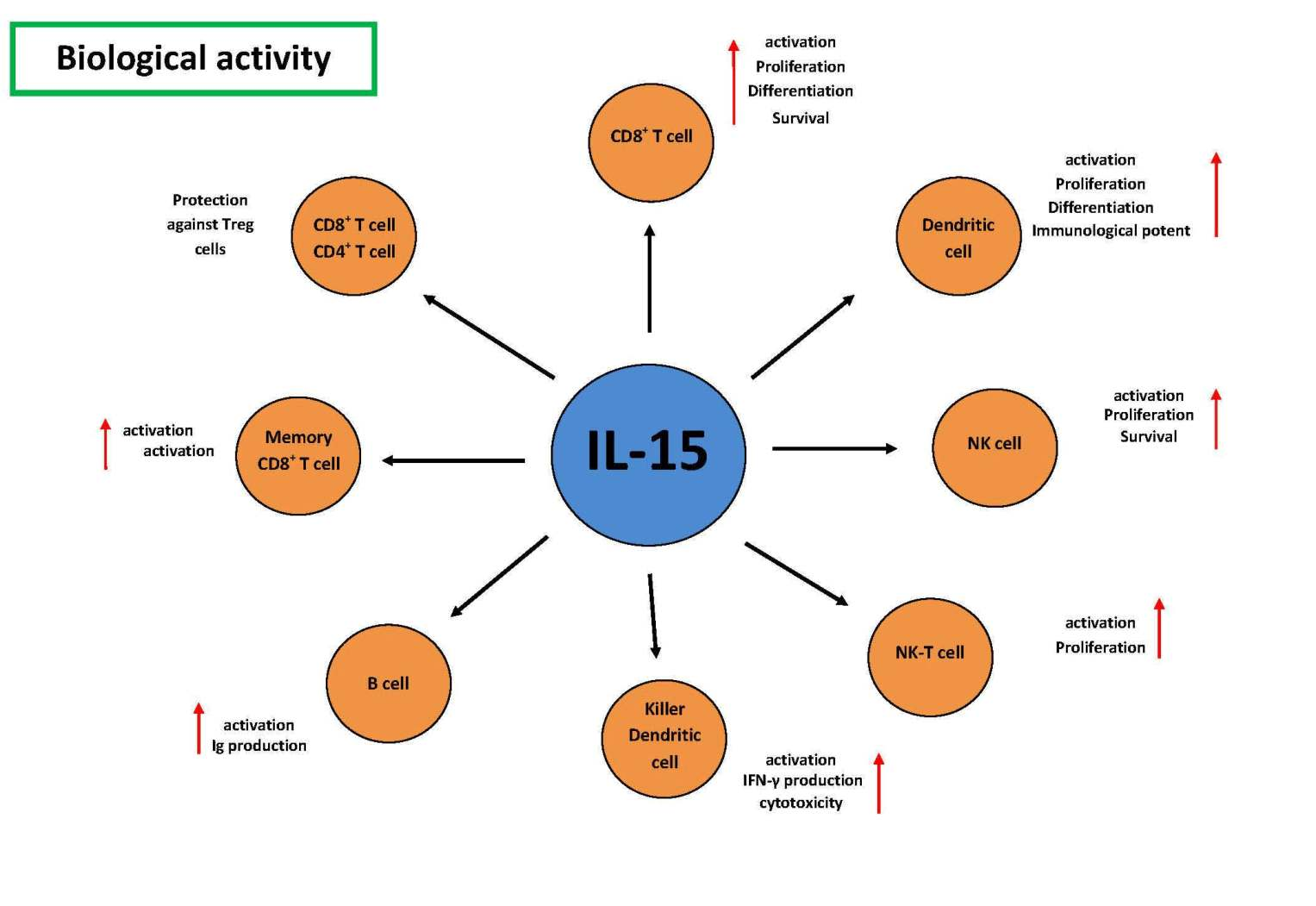
Obr. 5 Interleukin 15 svým pleiotropním působením, hraje důležitou roli ve vývoji NK buněk, homeostazí lymfocytů a v imunitní odpovědi. Je produkován mnoha typy buněk, včetně aktivovaných monocytů, makrofágů nebo dendritických buněk. IL-15 hraje také důležitou roli ve vrozeném adaptivním imunitním systému. Podílí se na vývoji, přežívání nebo expanzi NK buněk nebo paměťových CD8+ T lymfocytů.

Monocyty cirkulující v krevním oběhu, jsou po aktivačním signálu transportovány do místa zánětu, kde dávají vznik makrofágům, které spolu s dendritickými buňkami hrají důležitou roli v regulaci adaptivní imunitní odpovědi jako antigen prezentující buňky (APC). Myší monocyty exprimují IL-15 mRNA po indukcí IFN-γ a mikrobiálními stimuly. Naopak u lidí, monocyty exprimují membránově vázanou formu IL-15 která je podobně jako u myší regulována pomocí IFN-γ. Navíc u lidí, IL-15 stimuluje produkci interleukin 8 (IL-8) a monocyte chemotactic protein 1 (MCP-1) a chemokiny, které se podílejí na přitahování neutrofilů do místa zánětu.
Autokrinním působením IL-15 u makrofágů, zvyšuje produkci prozánětlivých cytokinů, jako TNF-α, IL-1 a IL-6. Naopak nízká hladina IL-15 vede ke zvýšené produkci proti-zánětlivého cytokinu IL-10. Výsledkem působení IL-15 u monocytů a makrofágů je zvýšení jejich fagocytární aktivity.
Dendritické buňky produkují IL-15 jako odpověď na IFN typ I, ligaci CD40, dvouvláknovou RNA nebo lipopolysacharid (LPS). Navíc se interleukin 15 podílí na diferenciaci DC buněk, upregulaci kostimulačních molekul a také k produkci IFN-γ. IL-15 se také podílí na regulaci produkce IL-2, který působí jako růstový faktor T lymfocytů. Působení interleukinu 15 na folikulární dendritické buňky v germinálních centrech, vede k proliferaci a zvyšuje sekreci chemokinů.
Neutrofily představují subpopulaci buněk, která se jako první nachází v místě zánětu, kde indukuje antimikrobiální mechanizmy. Neutrofily konstitutivně exprimují IL-15Rα receptor a také signální komplex IL-15Rβγc. Po vazbě IL-15, dochází k zvýšení exprese aktinu, který zprostředkovává cytoskeletální přestavbu, a tím zvyšuje fagocytární aktivitu neutrofilů v místě zánětu. Navíc interleukin 15 inhibuje apoptózu u neutrofilů, eozinofilů, Fas-mediovanou apoptózu B lymfocytů a také T buněk. Tento antiapoptický efekt IL-5 na granulocyty a také lymfocyty je zprostředkován up-regulací exprese proteinu rodiny Bcl-2 (Bcl-2, Bcl-x a Mcl-1) a downregulací pro-apoptických proteinů Bax, Bad, Bim, Noxa a Puma. Působení interleukinu 15 se zvyšuje v neutrofilech sekrece IL-8, exprese major histocompatibility komplex II (MHC-II). Tím umožňuje neutrofilům prezentovat antigen jako APC buňka.
Adipocyty exprimují alternativní IL-15 receptor, který je označován jako IL-15RX. Signalizace zprostředkována tímto receptorem v tukových buňkách probíhá nezávisle na signálním komplexu IL-15Rβγc. Signální dráha pokračuje down-stream aktivací JAK2 a STAT5 místo původní aktivace JAK1/3 a STAT3/5, které jsou aktivovány v T lymfocytech. Signální dráha vede k proliferaci adipocytů.

### Vliv IL-15 na buňky adaptivní imunity
Účinek interleukinu 15 na CD8+ a CD4+ T lymfocytu závisí na jejich aktivačním a vývojovém stádiu. Signalizace je zprostředkována IL-15Rα receptorem a je klíčovým faktorem pro udržování CD8+ T lymfocytů ve všech vývojových stádiích. Působením IL-15 dochází ke zvýšení exprese řady anti-apoptických molekul, jako Bcl-2 u naivních CD44lowCD8+ T lymfocytů, nebo Bcl-2 a Bcl-xl v paměťových CD44highCD8+ T lymfocytech. Navíc v paměťových CD4+ a CD8+ T lymfocytech indukuje interleukin 15 proliferaci a rezistenci k inhibičnímu působení T regulačních buněk (Treg), (Obr. 5). Spolu s IL-7 hraje IL-15 klíčovou roli v homeostatické proliferaci CD4+ T lymfocytů. Závislost udržování paměťových CD4+ T lymfocytů na signálu IL-15 se liší od paměťových CD8+ T lymfocytů. Pozorovaný efekt koreluje s rozdílnou expresí IL-15Rβ (CD122) řetězce, jehož exprese je regulována dvěma T-box transkripčníma faktory, T-bet a Eomes, které se podílejí na diferenciaci naivních CD8+ T do efektorových a paměťových T lymfocytů. Odpověď CD4+ T lymfocytů na IL-15 závisí zejména na jejich aktivačním stavu. Signalizace prostřednictvím TCR receptoru,za přítomnosti kostimulačního signálu, navozuje IL-15 klidový fenotyp CD4+ T lymfocytů, který je charakterizován sníženou expresí CD25, CD71 a CD95. U aktivovaných CD4+ T lymfocytů zvyšuje expresi CD40L (CD154) a tím i schopnost interagovat s APC buňkami prostřednictvím TCR receptoru bez kostimulačního signálu CD3 a CD28.
U B lymfocytů se interleukin 15 podílí na proliferaci, diferenciaci a produkci imunoglobulinů. Ačkoliv IL-15 nestimuluje B lymfocyty v klidovém stádiu, podílí se na proliferaci jako kostimulační signál a spolu s CD40L stimuluje sekreci polyklonálnich imunoglobulinů IgM, IgG1 a IgA plazmatickými buňkami.

## Role IL-15 v nemoci
Porucha exprese a signalizace interleukinu 15 se podílí na manifestaci mnoha autoimunitních onemocnění. Příkladem může být pemphigus vulgaris, revmatoidní artritida, systémový lupus erythematodes, sarkoidóza, roztroušená skleróza a celiakie.

### Virové onemocnění
Interleukin 15 hraje důležitou roli v imunitní odpovědi během HIV infekce. Po virovém přenosu dochází k nárůstu virové zátěže v akutní fázi infekce, která vede k zvýšené produkci prozánětlivých cytokinů, produkovaných dendritickými buňkami, makrofágy, monocyty, NK buňkami a T lymfocyty. V další fázi nemoci, HIV-1 infekce ničí CD4+ a CD8+ T lymfocyty, B lymfocyty, NK buňky a také buňky nelymfoidního původu. U pacientu s HIV-1 infekci bylo pozorována snížena hladina IL-15. V důsledku této defektní produkce mají specifické CD8+ T lymfocyty zvýšenou senzitivitu k CD95 /Fas – indukované apoptóze, a proto jsou zabíjeny HIV infikovanými buňkami. Kromě specifických CD8+ T lymfocytů mají klíčovou roli v imunitní odpovědi v HIV infekci, také DC a NK buňky. DC buňky izolované z pacientů produkovali menší množství IL-15 na rozdíl od produkce jiných cytokinů, jako IL-12 nebo IL-18. Snížením hladiny IL-15, vede k redukci počtu NK buněk. Je patrné, že IL-15 představuje efektivní prostředek v imunoterapii infekce HIV, protože se podílí na obnově NK buněk, proliferaci efektorových CD8+ a CD4+ T lymfocytů. Na druhou stranu, právě tyto buňky jsou napadané virovou infekcí, a to by mohlo vést k progresi onemocnění. Kromě pozitivního výsledku, u HIV infekce, byl také prokázán pozitivní vliv IL-15 při imunizací myších modelů herpes simplex virem, virem hepatitidy B či tetanovým toxoidem.

### Onemocnění zprostředkované imunitním systémem
Celiakální spurie, neboli celiakie je enteritída zprostředkována imunitním systémem projevující se u citlivých jedinců, po požití proteinů bohatých na prolin a glutamin obsažených například v pšenici (gliadin) nebo ječmeni (secalin). Interleukin 15 je v mukóze produkován epitelovými a dendritickými buňkami, které současně prezentují transglutaminázou (TG) deaminovaný gluten naivním CD4+ T lymfocytům. Následně aktivované Th1 lymfocyty sekretují pro-zánětlivé cytokiny (IFN-γ a IL-21), které se podílejí na destrukci mukózy. Th2 aktivované lymfocyty prostřednictvím cytokinů indukují klonální expanzi B lymfocytů a syntézu anti-gliadin a anti-TG protilátek. Další z mechanismu IL-15 podílejících se na manifestaci onemocnění je inhibice Treg buněk, inhibice apopotózy u intraepiteliálních lymfocytů (EIL) nebo aktivaci perforin/granzym systému.

### Nádorová onemocnění
Hlavní efektorové buňky v proti-nádorové imunitní odpovědi jsou cytotoxické CD8+ T lymfocyty a NK buňky, které mají schopnost zabíjet nádorové buňky. IL-15 má potenciál indukovat proliferaci a diferenciaci těchto efektových buněk. Hlavní problém u pacientů s nádory je anergie T lymfocytů na tumor associated antigen (TAA) zprostředkovaná Treg buňkami. IL-15 indukuje v efektorových CD8+ T lymfocytech rezistencí k Treg buňkách a tím potenciálně pozměňuje anergii CD8+ T lymfocytů k TAA. Další využití IL-15 v protinádorové terapii je v kombinaci s IL-6, kdy dochází k aktivaci NK buněk. Tento proces je zprostředkován stimulací aktivačního receptoru NK buněk, NKG2D jehož ligandy, jako MHC class I chain-related protein A (MICA), MHC class I chain-related protein B (MICB) UL-16- binding protein (ULBP) exprimovány na stresových, virem infikovaných či nádorových buňkách.